# Bělásek ovocný
Bělásek ovocný (Aporia crataegi, Linnaeus, 1758) je motýl čeledi běláskovitých. Vyniká výrazným černým žilkováním bílých křídel, přední křídlo dorůstá délky 28 - 35 mm. Jeho biotopem jsou křoviny a lesostepi s výskytem živných rostlin. Dříve byl rozšířený i v ovocných sadech, kde byl ale považován za škůdce.

## Výskyt
Bělásek ovocný je rozšířený prakticky v celé palearktické oblasti. Najdeme jej v Evropě s výjimkou severní Skandinávie, v severní Africe, v celé Asii i v Japonsku. Naopak po roce 1920 náhle vymizel v celé Anglii. Dodnes se nepodařilo objasnit příčinu jeho vyhynutí, teorií bylo několik, od globální oteplování přes vyhubení ptačími predátory až po nevhodné používání herbicidů v ovocných sadech, dodnes se však ani přes opakované pokusy nepodařilo znovu jej na Britských ostrovech rozšířit.

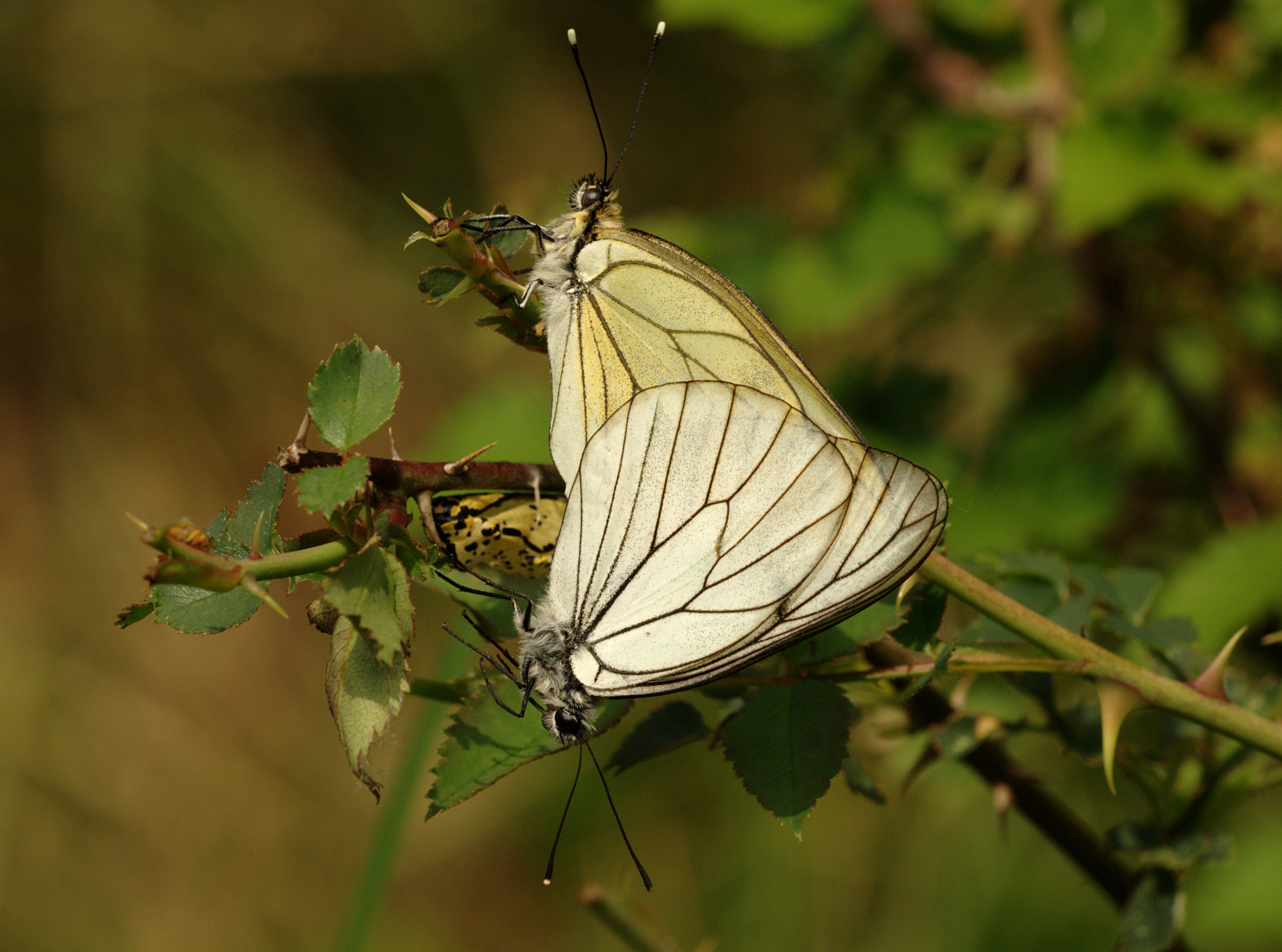
Kopulace, Slovinsko

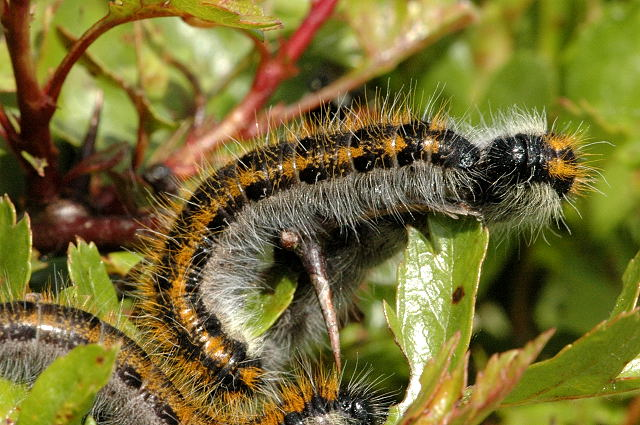
Housenka, Belgie

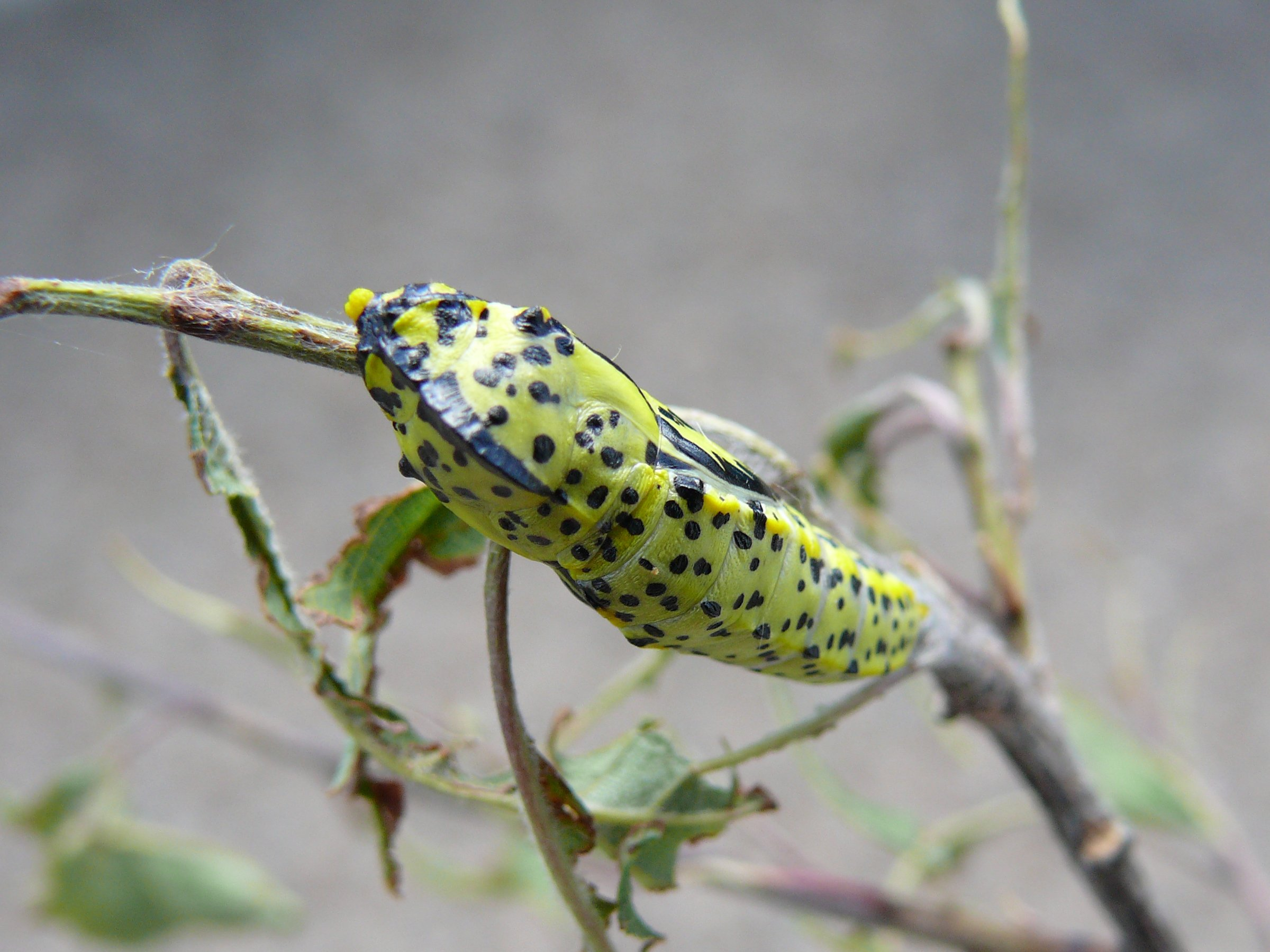
Kukla, Německo

## Vývoj
Živnou rostlinou housenky běláska ovocného jsou různé druhy hlohu, trnky, ale také jeřáb, slivoň a další ovocné dřeviny. Samice klade shluky vajíček, čítající 50 až 200 kusů, na spodní stranu listů a konce větviček živné rostliny. Vajíčka jsou vřetenovitého tvaru a jasně žluté barvy.
Po vylíhnutí se housenky krmí listy živné rostliny, zůstávají ale pohromadě a přezimují ve společném zámotku, tzv. hibernákulu. Kuklí se na jaře po přezimování, a to jednotlivě na různých místech živné rostliny.

## Popis motýla

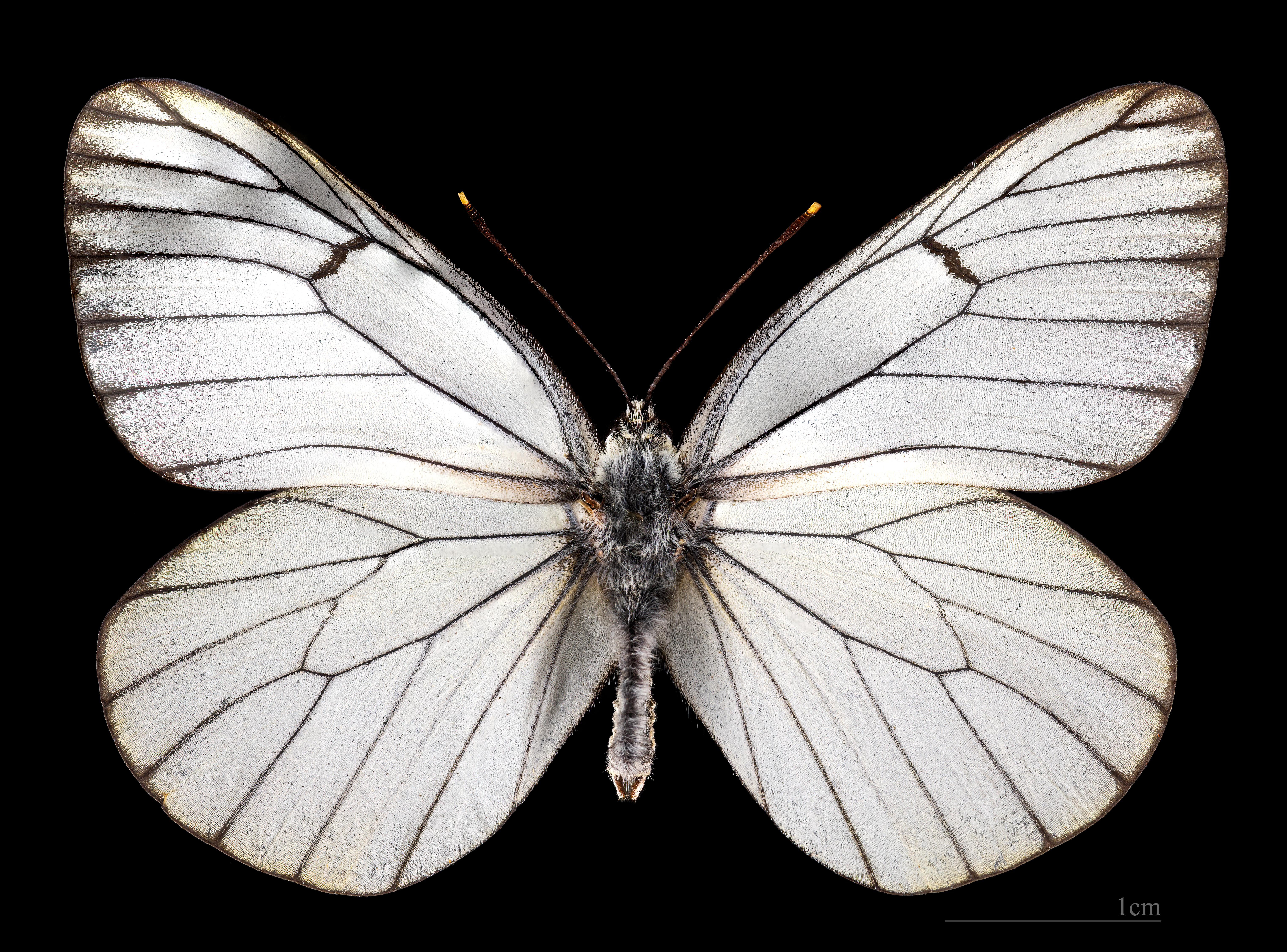
Aporia crataegi ♂
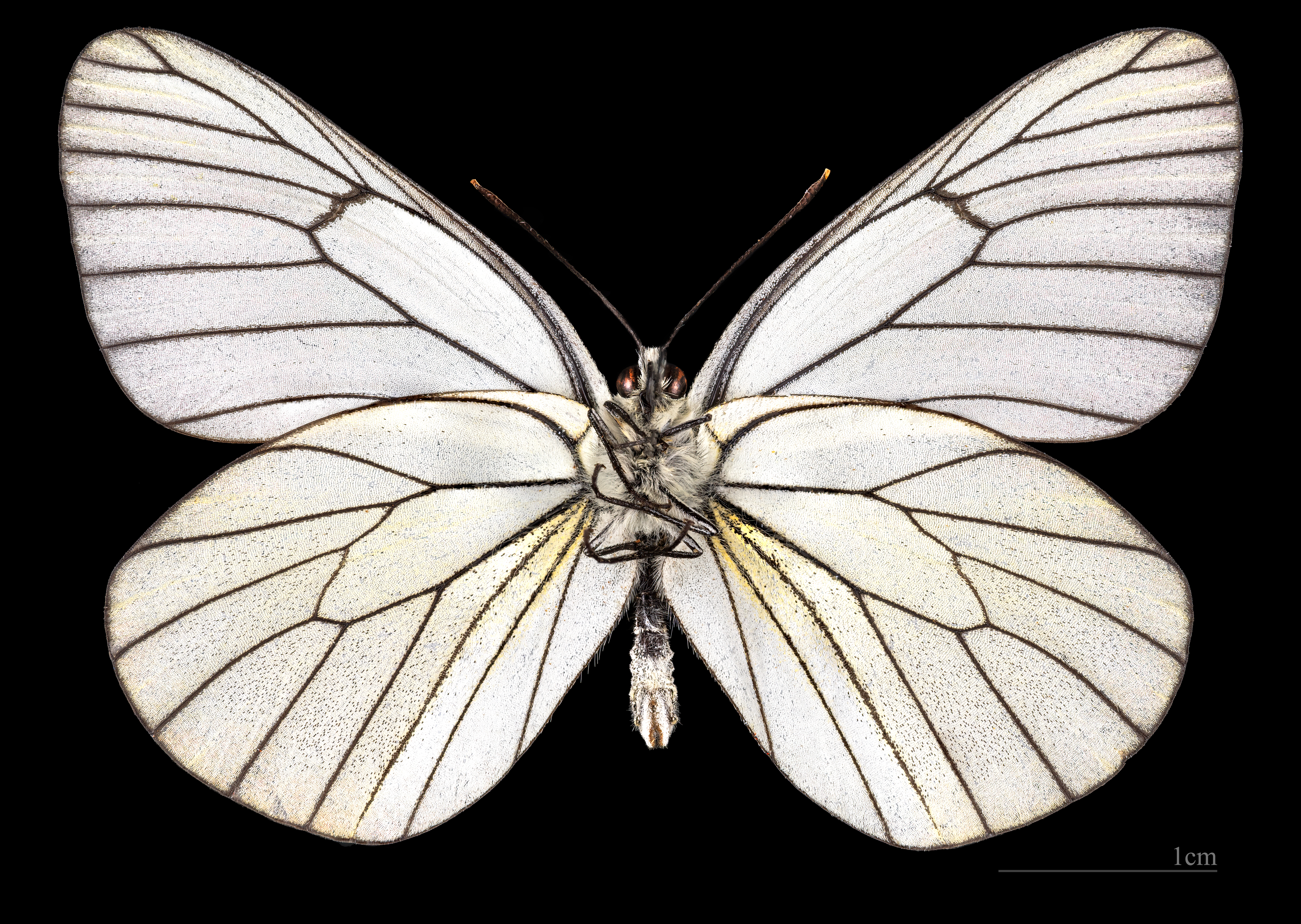
Aporia crataegi ♂ △
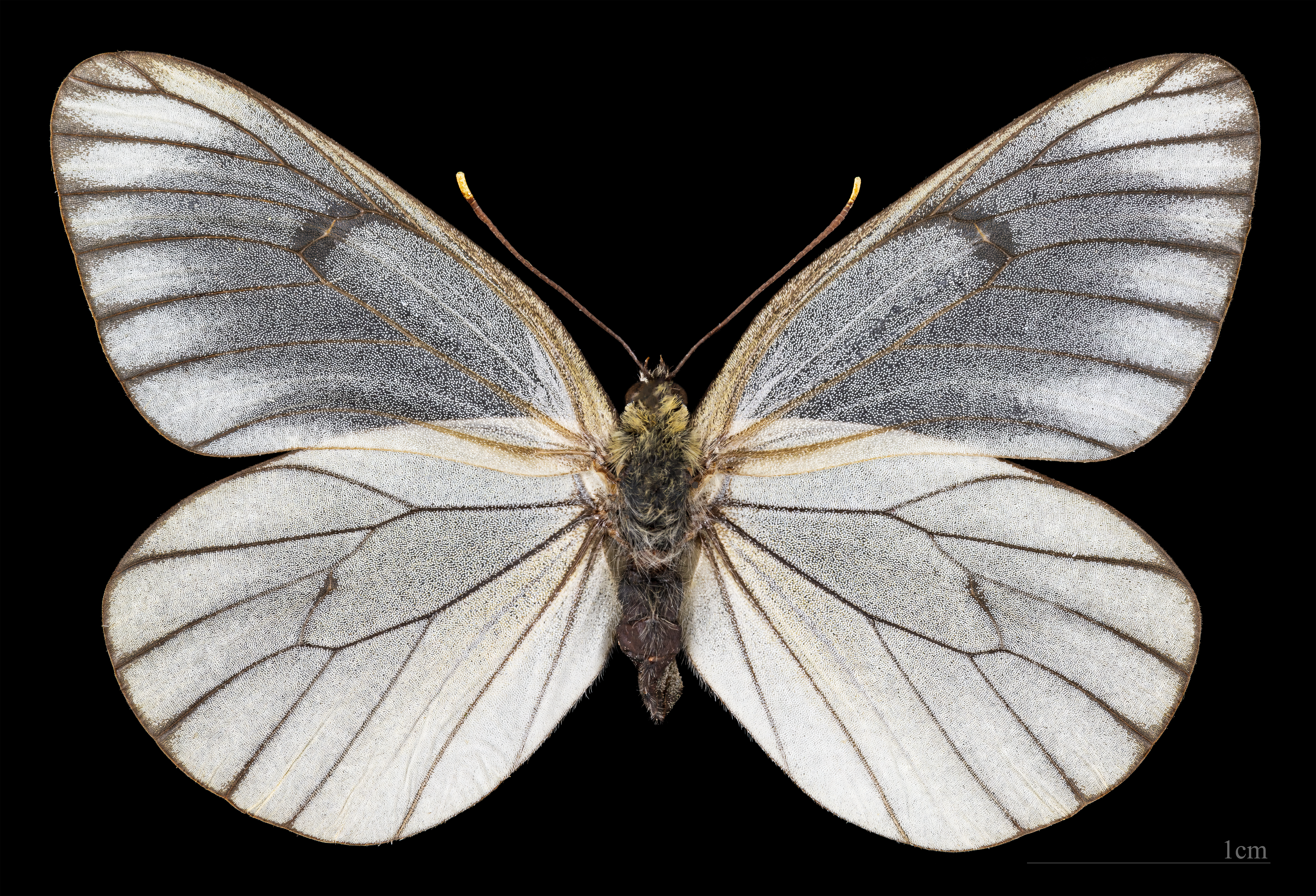
Aporia crataegi  ♀
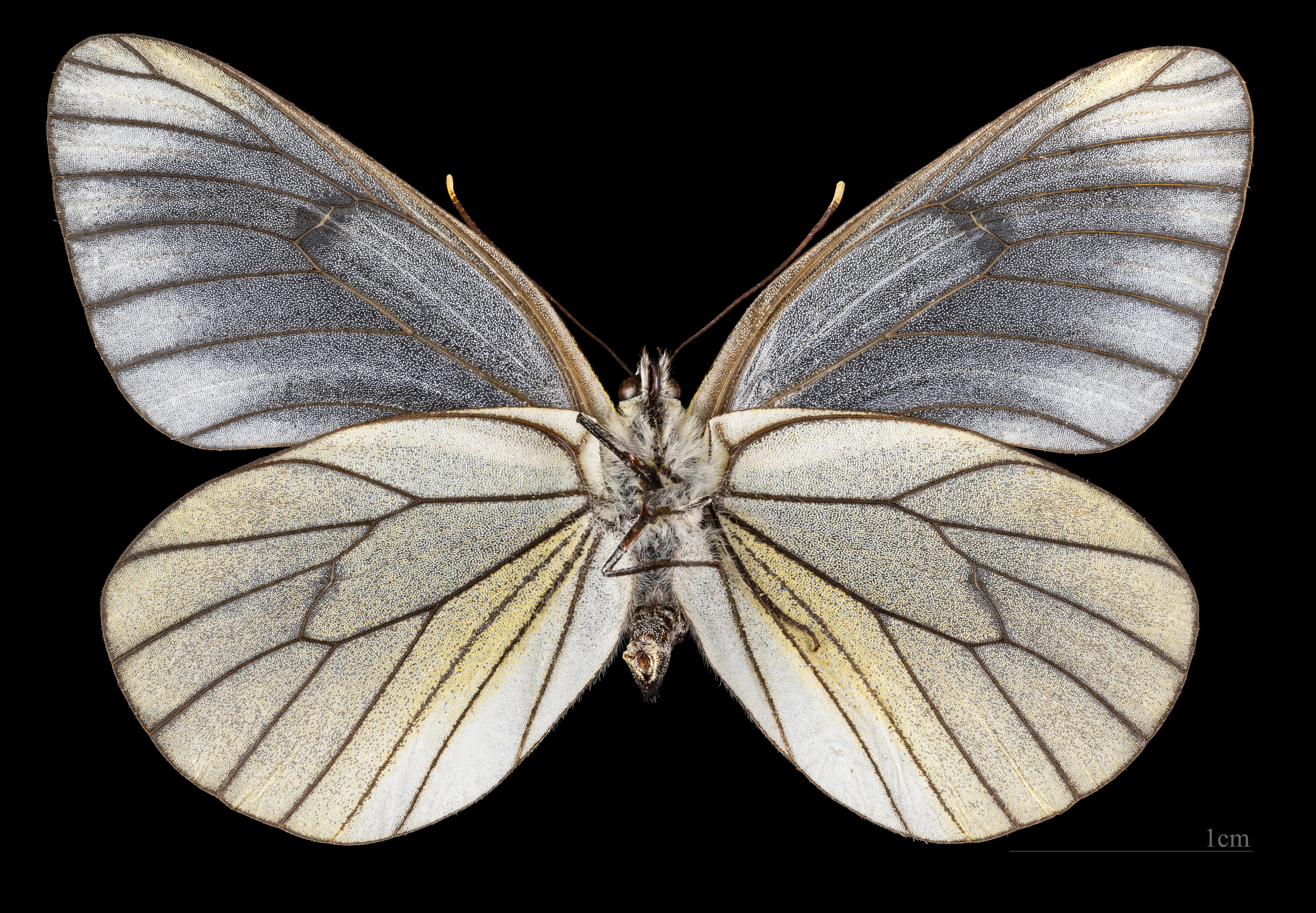
Aporia crataegi  ♀ △

## Chování
Dospělí jedinci jsou heliofilní a schopni migrovat na velké vzdálenosti. Žijí pospolitě a společně i nocují. Kopulace probíhá zpravidla na květech rostlin. Dospělci jsou poměrně plaší, proto při sebemenším vyrušení během páření odlétají spojeni, přičemž samec odnáší samici, a usedají opodál na jiném květu.

## Ochrana a ohrožení
Na západní polovině území České republiky v současné době expanduje a není ohrožen, na Moravě je naopak momentálně nezvěstný. Pro jeho ochranu je mimo jiné důležité omezení snahy sadařů likvidovat hnízda jeho housenek v domnění, že se jedná o škůdce.